# دهه ۱۷۹۰ (میلادی)

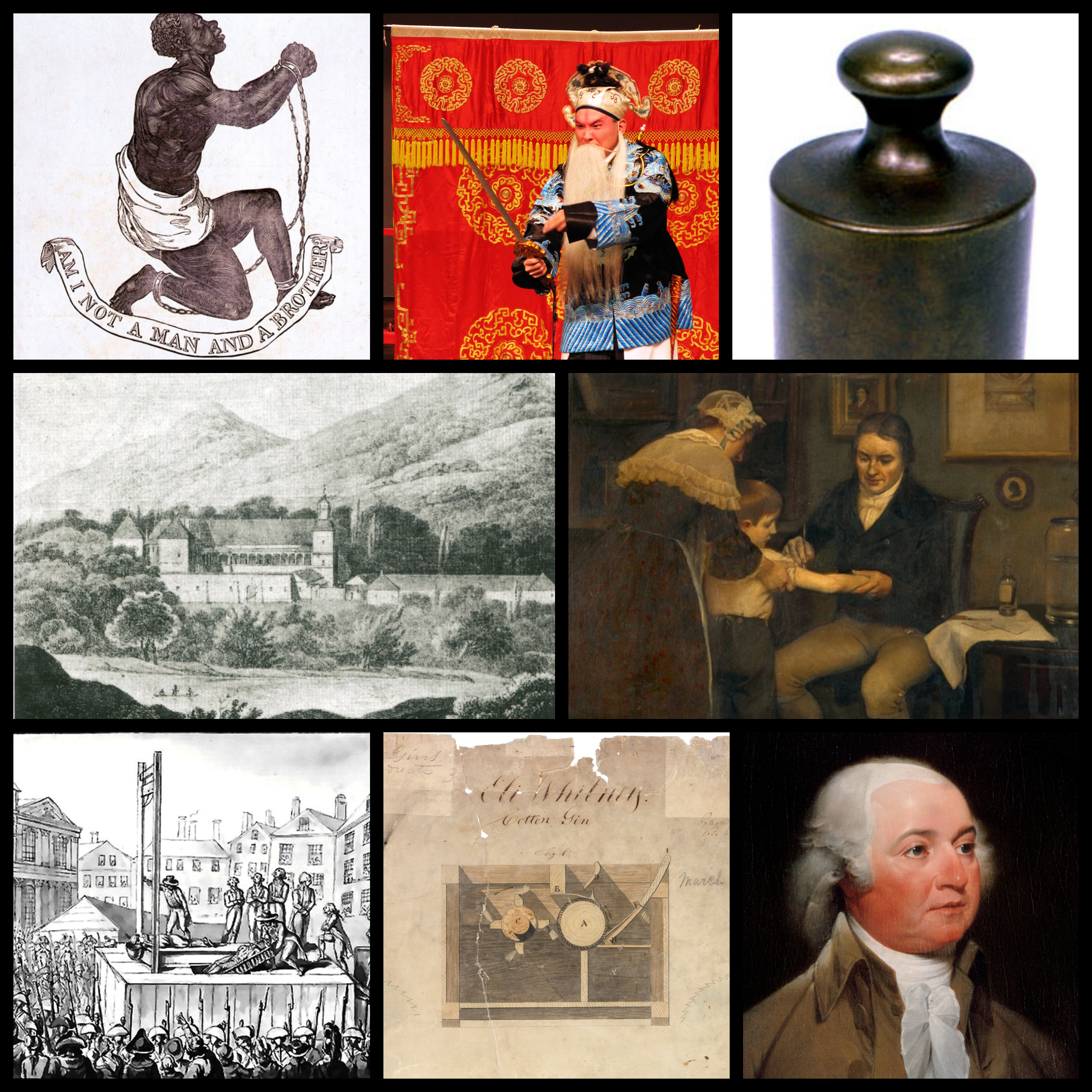
مونتاژی از وقایع قابل توجه در دهه 1790.

دهه ۱۷۹۰ (میلادی) صد و هفتاد و نهمین دهه تقویم میلادی است.

## درگذشتگان
‎